# Delivered Duty Unpaid

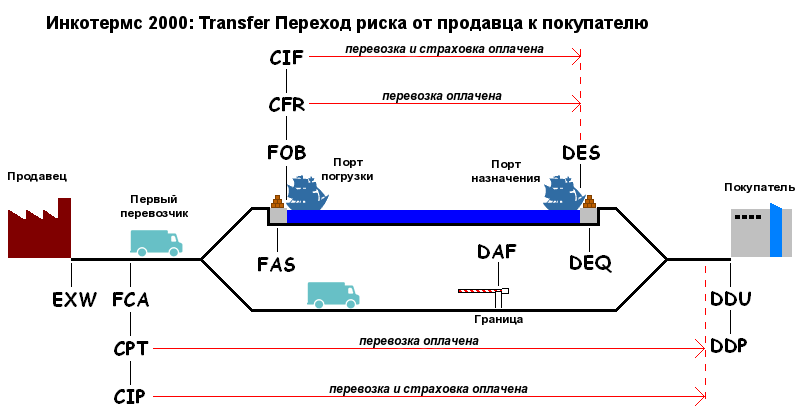
Области действия терминов Инкотермс.

DDU (англ. Delivered Duty Unpaid букв. «доставлено, пошлина не оплачена») — термин Инкотермс; употребляется с указанием места прибытия; ответственность продавца заканчивается после того, как товар доставлен в указанное место в стране покупателя; все риски, все расходы по доставке груза (налоги, пошлины и т. д.), ответственность за порчу и потерю товара (за исключением пошлин и прочих выплат, выплачиваемых при импорте) до этого момента несёт продавец; если покупатель не успел подготовить товар ко ввозу, он сам несёт за это ответственность; могут быть добавлены положения, обязывающие продавца оплатить отдельные дополнительные формальности; данный тип распределения ответственности может использоваться независимо от вида поставки). DDU исключено из Инкотермс 2010.